# Ruth Christiansen
Ruth Christiansen, var en dansk atlet medlem af Tønder SF som 1955 vandt det danske mesterskab på 200 meter og blev bronzevinder på 100 meter 1951.

## Danske mesterskaber
- Bronze 1951 100 meter 13,0
- Guld 1951 200 meter 26,5